# Ручка Сергій Іванович
Сергі́й Іва́нович Ру́чка (10 серпня 1981, с. Бородані, Богуславський район, Київська область, Українська РСР — 16 серпня 2017, м. Авдіївка, Донецька область, Україна) — солдат Збройних сил України, учасник російсько-української війни.

## Біографія
Народився 1981 року в селі Бородані Богуславського району Київської області. Мешкав у Богуславі. 1996 року закінчив Богуславську середню школу № 1. Здобув професійну освіту у Богуславському профтехучилищі № 7, працював столяром в місті Обухів. Роботу поєднував з навчанням у Ржищівському технікумі на економічному відділі. Згодом очолив бригаду майстрів з виготовлення меблів, яка працювала в Богуславському та Миронівському районах.
Під час російської збройної агресії проти України у 2015 році вступив на військову службу за контрактом.
Солдат, стрілець-помічник гранатометника 3-ї механізованої роти 1-го механізованого батальйону 72-ї окремої механізованої бригади, військова частина А2167, м. Біла Церква, Київська область.
Загинув 16 серпня 2017 року близько 23:00 від поранення в голову під час мінометного обстрілу промислової зони міста Авдіївка.
Похований 19 серпня на кладовищі Богуслава.
Залишились батьки Іван Юхимович та Катерина Михайлівна, дружина та 13-річна донька.

## Нагороди та вшанування
- Указом Президента України № 318/2017 від 11 жовтня 2017 року, за особисту мужність і самовіддані дії, виявлені у захисті державного суверенітету та територіальної цілісності України, зразкове виконання військового обов'язку, нагороджений орденом «За мужність» III ступеня (посмертно)[4].
- Нагороджений нагрудним знаком Міноборони «За зразкову службу».
- Нагороджений медаллю за оборону Авдіївки «Авдіївка. Промзона. Стояли на смерть».
- 12 жовтня 2017 року на будівлі Богуславської спеціалізованої школи І-ІІІ ступенів № 1 відкрили меморіальну дошку на честь полеглого на війні випускника[5].